# Gardiens de phare
Gardiens de phare és una pel·lícula de drama muda francesa de 1929 escrita per Jacques Feyder i dirigida per Jean Grémillon i protagonitzada per Paul Fromet, Geymond Vital i Genica Athanasiou. Està ambientada a la costa de la Bretanya on dos guardians, un pare i fill, treballen un far junts.

## Sinopsi
Un farer i el seu fill passen un mes en un far davant de la costa de la Bretanya. El fill està afectat de ràbia.
La pel·lícula alterna seqüències agonitzants al far amb l'augment de la malaltia, i flashbacks feliços del fill i la seva promesa bigoudène amb plans de les dones de la família que s'han quedat a terra.

## Repartiment
- Paul Fromet - Pare Brehan
- Geymond Vital - Yvon Bréhan
- Genica Athanasiou - Marie
- Gabrielle Fontan - Mare de Marie
- Maria Fromet

## Producció
Els exteriors foren rodats a Ouessant, Saint-Guénolé (Penmarc'h), Perros-Guirec i al far de Triagoz, i els interiors als Estudis de Billancourt.
L'obra de Paul Autier i Paul Cloquemin ja havia estat adaptada a la pantalla el 1923 pel director turc Muhsin Ertugrul sota el títol Kiz Kulesinde bir facia (Tragèdia a la Torre de la Verge). No se sap si la pel·lícula es va distribuir a França i si Jean Grémillon va tenir l'oportunitat de veure-la en aquell moment.
No hi ha rastre de l'existència d'una partitura musical La música d'acompanyament original ha desaparegut, una partitura original va ser composta per Jean-Louis Agobet, entre 1997 i 1999, per a set instruments i electrònica. La partitura va ser creada el febrer de 1999 al Louvre com a part dels concerts de Ciné i s'ha interpretat regularment des d'aquella data (França, Bèlgica, Japó...).
Va ser l'actor Gilbert Dalleu qui havia estat escollit originàriament per interpretar el pare Bréhan. Però durant el rodatge de les primeres escenes a l'aire lliure a Port-Blanc prop de Perros-Guirec l'agost de 1928, Dalleu va resultar greument ferit en un accident de cotxe i es va trobar totalment incapaç de continuar erodatge. Paul Fromet va assumir el paper l'abril següent. Gilbert Dalleu va morir dos anys més tard com a conseqüència de les seves lesions sense poder reprendre les seves activitats.
La pel·lícula original es va considerar durant molt de temps "perduda al mar" per utilitzar l'expressió de Jean Grémillon. No va ser fins al 1954 que es va trobar una còpia a Dinamarca. D'altra banda, no es va trobar cap còpia del cartell, que es va publicar amb motiu de l'estrena de la pel·lícula l'any 1929.